# Ctenus guadalupei
Ctenus guadalupei är en spindelart som beskrevs av Cândido Firmino de Mello-Leitão 1941. 
Ctenus guadalupei ingår i släktet Ctenus och familjen Ctenidae. Artens utbredningsområde är Guadeloupe. Inga underarter finns listade i Catalogue of Life.